# بيلا غرين
جوليا مارغريت غرين هالوران لافندر (بالإنجليزية: Bella Guerin) (23 أبريل 1858 ويليامستون، فيكتوريا – 26 يوليو 1923 أديلايد، جنوب أستراليا) تُعرف شعبيًا باسم بيلا غرين، نسوية أسترالية، ناشطة في حقوق المرأة، منادية بمنح المرأة حق الاقتراع، وضد التجنيد الإلزامي، ناشطة سياسية ومُدرّسة.

## التعليم
بعد أن درست في المنزل لتتخطى فحص شهادة الثانوية العامة في عام 1878، أصبحت بيلا أول امرأة تتخرج من جامعة أسترالية عندما حصلت على شهادة البكالوريوس من جامعة ملبورن في ديسمبر عام 1883، لتصبح أول حاصلة على الماجستير في العلوم النظرية لدى التقديم لها في عام 1885.

## المهنة

### التدريس
درّست أولّا في كلية لوريتو، فيكتوريا وحثَّت على منح التعليم العالي للفتيات الكاثوليكيات لتقديم «مجموعة من النساء المفكرات النبيلات كمؤثر قوي دومًا».
تزوجت من موظف مدني وشاعر اسمه هنري هالوران في كاتدرائية سانت باتريك، ملبورن، في 29 يونيو 1891. عندما بلغ هالوران عمر 80 عامًا، كان قد نظم لها قصيدة ثناء بعد رؤيته لصورة التخرج عام 1884. توفي في سيدني في 19 مايو 1893، تاركًا لها رضيعًا، هنري ماركو. تزوجت مرة ثانية في كنيسة المسيح، شارع كيلدا، ميلبورن في 1 أكتوبر 1909 من جورج دارسي لافندر، كان أصغر منها بثلاثين عامًا، وعاشت معه لمدة قصيرة.
عادت للتدريس لضرورات مالية وأصبحت بيلا تُدرس في سيدني، ثم كارلتون، برهران وشرق ميلبورن. من منتصف عام 1890، ترددت على الأوساط المنادية بحق المرأة في الاقتراع، لتصبح بذلك موظفة مكتبية في المنظمة الداعمة لحقوق النساء في التصويت في بينديغو أثناء عملها في الكلية الجامعية هناك من عام 1898 – 1903. ومن عام 1904 حتى عام 1917، درّست في كامبرداون بالتناوب مع مدارس ميلبورن الصغيرة في جنوب يارّا، شارع كيلدا، باركفيل وبرونسويك بنجاح مذهل. من المحتمل أن نشاطها السياسي المتزايد والنزاعات حول الظروف مع وزارة التعليم ساهمت في هذه النتيجة.

### الرابطة النسائية السياسية
بصفتها نائبة رئيس الرابطة النسائية السياسية في الفترة من عام 1912 إلى عام 1914، شاركت غورين في تأليف كتيب انتخابات مجلس شيوخ فيدا غولدشتاين لعام 1913، ولكن ثبت أن العضوية المزدوجة في المنظمات النسائية غير الحزبية ومنظمات حزب العمل لا يمكن الدفاع عنها. من عام 1914، كتبت وتحدثت عن الأعمال والأحزاب الفيكتورية الاشتراكية ومنظمة النساء الاشتراكية وتميزت بكونها المُعقِّبة «الذكية، المُقنِعة، المثقفة» في مجال القضايا الاجتماعية الجدلية؛ والتي تضمنت أيضًا الدفاع عن حقوق الأطفال غير الشرعيين، «رابطة الأخوة والأخوات بدون تمييز جنسي بينهما» والمناضلات الإنكليزيات في سبيل منح المرأة حق الاقتراع.

### مناهضة الحرب
وكداعية متقدة لمناهضة الحرب، قادت حملة دور المرأة في مجال مناهضة التجنيد الإجباري عام 1916 خلال الاستفتاء، وتحدثت في أديلايد، بروكين هيل والمراكز الحضرية والبلدية الفيكتورية ضد النزعة العسكرية والدفاع عن حقوق التجمع وحرية التعبير.

### السياسة
عُيّنت نائبة لرئيس اللجنة التنظيمية المركزية لحزب العمال الأسترالي في مارس عام 1918، وقد أثارت اللوم والجدل حول وصفه نساء العمل بـ «العاملات القلطيات وعبء على العمل». وكممثلة تمثيلًا ناقصًا في القرارات المتعلقة بالسياسة العامة، استُبعدت إلى الأدوار المساعدة لجمع الأموال. ومن هنا فصاعدًا، عُرفت باجتهادها من أجل «تلك المبادئ التي يمثلها العلم الأحمر»، مؤمنة بالنظام البرلماني ولكن مع الرغبة في القضاء على الرأسمالية.

## الدين
في الدين انتقلت من الكاثوليكية الرومانية إلى العقلانية. وصفت تطورها السياسي من «فراشة امبريالية» إلى «حكيمة ديموقراطية»، وكانت دومًا تحت ضغوطات مستمرة كونها نسوية اشتراكية داخل الحزب العمالي.

## الحياة الشخصية
وصفها ابنها الذي مارس مهنته كطبيب في أديلايد من 1915 أنها «من ألطف وأنبل النساء». كانت ترى في نفسها «الوطنية المثالية» و«المحاربة القوية» والداعمة لمشاركة المرأة في الحياة العامة. اعتُبرت من الخطيبات ذوات «المواهب الفريدة من نوعها». توفيت في أديلايد في 26 يوليو 1923 بسبب تشمع الكبد بعمر 65 عامًا، ودفنت في المقبرة الكاثوليكية في حديقة ويست.

## الإرث
كونها بيلا غرين التي قضت حياتها في التدريس في باللارات، كرمتها جامعة باللارات (التي تُعرف الآن بجامعة الاتحاد الأسترالي) بتسمية أحد السكنين الجامعيين لحرم إم تي هيلين الجامعي باسمها (والأخر باسم بيتر لالور الذي قاد خط اويروكا الدفاعي في باللارات).